# Oedignatha gulosa
Oedignatha gulosa là một loài nhện trong họ Corinnidae.
Loài này thuộc chi Oedignatha. Oedignatha gulosa được Eugène Simon miêu tả năm 1897.